# Liste der Friedensnobelpreisträger
Der Friedensnobelpreis ist eine Auszeichnung für besondere Verdienste in der Friedensarbeit. Gestiftet hat ihn der schwedische Erfinder und Industrielle Alfred Nobel, verliehen wird er seit 1901 jedes Jahr am 10. Dezember, dem Todestag des Stifters, in Oslo.
Die Auszeichnung wurde bis 2019 insgesamt 134-mal verliehen, 90-mal (67,2 Prozent) an Männer, 17-mal (12,7 Prozent) an Frauen und 27-mal (20,1 Prozent) an Organisationen. Dabei war das Internationale Komitee vom Roten Kreuz (IKRK) bereits dreimal (1917, 1944 und 1963) und das Büro des Hohen UN-Kommissars für Flüchtlinge (UNHCR) zweimal (1954 und 1981) Preisträger. Damit haben 24 Organisationen mindestens einen Friedensnobelpreis erhalten.
Von den Preisen wurden insgesamt 67 ungeteilt vergeben, davon 51-mal an eine Person und 16-mal an eine Organisation. Insgesamt 30-mal kam es zu einer Aufteilung, davon 22-mal auf zwei Personen, zweimal auf zwei Organisationen und sechsmal auf eine Person und eine Organisation. Erst zweimal (1994 und 2011) wurde der Friedensnobelpreis auf drei Personen verteilt.

## Liste der Preisträger
Diese Liste zeigt die Träger des Friedensnobelpreises in chronologischer Reihenfolge. Eine alphabetische Übersicht bietet die Kategorie Friedensnobelpreisträger.
Bis 1990 wurde beim Friedensnobelpreis, im Gegensatz zu den anderen Nobelpreisen, offiziell kein Grund für die Verleihung genannt. Daher ist im vorherigen Zeitraum bei der Begründung die Tätigkeit vermerkt, welche durch die Auszeichnung wahrscheinlich gewürdigt werden sollte.
| 1900 • 1910 • 1920 • 1930 • 1940 • 1950 • 1960 • 1970 • 1980 • 1990 • 2000 • 2010 • 2020 |

## 1900er Jahre
| Jahr | Person                                            | Land                                                              | Begründung für die Preisvergabe | Bild                                  |
| ---- | ------------------------------------------------- | ----------------------------------------------------------------- | --- | ------------------------------------- |
| 1901 | Henry Dunant (1828–1910)                          | Schweiz                                                           | Gründer des Internationalen Komitees vom Roten Kreuz | Henry Dunant                          |
| 1901 | Frédéric Passy (1822–1912)                        | Frankreich                                                        | Gründer der „Französischen Gesellschaft der Friedensfreunde“ („Internationale Friedensliga“) | Frédéric Passy                        |
| 1902 | Élie Ducommun (1833–1906)                         | Schweiz                                                           | Leiter des Berner Internationalen Ständigen Friedensbüros der „Interparlamentarischen Union für internationale Schiedsgerichtbarkeit“                                                                      | Élie Ducommun                         |
| 1902 | Albert Gobat (1843–1914)                          | Schweiz                                                           | Leiter des Zentralbüros der „Interparlamentarischen Union für internationale Schiedsgerichtbarkeit“ | Charles Albert Gobat                  |
| 1903 | William Randal Cremer (1828–1908)                 | Vereinigtes Königreich                                            | Gründer der „Interparlamentarischen Union für internationale Schiedsgerichtbarkeit“ | William Randal Cremer                 |
| 1904 | Institut de Droit international (gegründet 1873)  | Sitz in Gent, Belgien                                             | Wirken des Instituts für die Weiterentwicklung des internationalen Rechts | Institut de Droit international       |
| 1905 | Bertha von Suttner (1843–1914)                    | Österreich-Ungarn (geb. in Prag, heute Tschechien)                | Ihr Lebenswerk, unter anderem der Roman Die Waffen nieder!, regte Nobel vermutlich zur Stiftung des Friedensnobelpreises an                                                                                | Bertha von Suttner                    |
| 1906 | Theodore Roosevelt (1858–1919)                    | Vereinigte Staaten                                                | vermittelte beim Friedensvertrag zwischen Russland und Japan 1905 | Theodore Roosevelt                    |
| 1907 | Ernesto Teodoro Moneta (1833–1918)                | Königreich Italien (geb. in Mailand, damals Kaisertum Österreich) | Präsident der Lombardischen Friedensliga | Ernesto Teodoro Moneta                |
| 1907 | Louis Renault (1843–1918)                         | Frankreich                                                        | spielte eine herausragende Rolle bei verschiedenen internationalen Kongressen, insbesondere den Haager Friedenskonferenzen und den Tagungen der Haager Konferenz für Internationales Privatrecht           | Louis Renault                         |
| 1908 | Klas Pontus Arnoldson (1844–1916)                 | Schweden                                                          | Gründer der Schwedischen Friedens- und Schiedsliga | Klas Pontus Arnoldson                 |
| 1908 | Fredrik Bajer (1837–1922)                         | Dänemark                                                          | Ehrenpräsident des Ständigen Internationalen Friedensbüros | Fredrik Bajer                         |
| 1909 | Auguste Beernaert (1829–1912)                     | Belgien                                                           | Mitglied des Internationalen Schiedsgerichtshofs in Den Haag | Auguste Beernaert                     |
| 1909 | Paul Henri d’Estournelles de Constant (1852–1924) | Frankreich                                                        | Gründer und Präsident der Französischen Parlamentarischen Gruppe für freiwillige Schiedsgerichtsbarkeit und Gründer des Komitees für die Verteidigung nationaler Interessen und internationaler Versöhnung | Paul Henri d’Estournelles de Constant |

## 1910er Jahre
| Jahr | Person                                                     | Land                  | Begründung für die Preisvergabe                                                                                                 | Bild                                              |
| ---- | ---------------------------------------------------------- | --------------------- | --- | ------------------------------------------------- |
| 1910 | Bureau International Permanent de la Paix (gegründet 1891) | Sitz in Bern, Schweiz | Ständiges Internationales Friedensbüro                                                                                          | Bureau International Permanent de la Paix         |
| 1911 | Tobias Asser (1838–1913)                                   | Niederlande           | Organisator der Internationalen Konferenz für Privatrecht in Den Haag                                                           | Tobias Asser                                      |
| 1911 | Alfred Hermann Fried (1864–1921)                           | Österreich-Ungarn     | Gründer der Zeitschrift „Die Waffen nieder“ (später umbenannt in „Die Friedens-Warte“)                                          | Alfred Hermann Fried                              |
| 1912 | Elihu Root (1845–1937) (verliehen 1913)                    | Vereinigte Staaten    | Autor verschiedener Schiedsverträge                                                                                             | Elihu Root                                        |
| 1913 | Henri La Fontaine (1854–1943)                              | Belgien               | Präsident des Ständigen Internationalen Friedensbüros                                                                           | Henri La Fontaine                                 |
| 1914 | nicht verliehen                                            | nicht verliehen       | nicht verliehen | nicht verliehen                                   |
| 1915 | nicht verliehen                                            | nicht verliehen       | nicht verliehen | nicht verliehen                                   |
| 1916 | nicht verliehen                                            | nicht verliehen       | nicht verliehen | nicht verliehen                                   |
| 1917 | Internationales Komitee vom Roten Kreuz (gegründet 1863)   | Sitz in Genf, Schweiz | setzte sich für Kriegsgefangene und Verwundete ein sowie die Respektierung der Genfer Konvention während des Ersten Weltkrieges | Logo des Internationalen Komitees vom Roten Kreuz |
| 1918 | nicht verliehen                                            | nicht verliehen       | nicht verliehen | nicht verliehen                                   |
| 1919 | Woodrow Wilson (1856–1924) (verliehen 1920)                | Vereinigte Staaten    | Vermittlungsbemühungen zur Beendigung des Ersten Weltkriegs. Gab den Anstoß zur Gründung des Völkerbunds                        | Thomas Woodrow Wilson                             |

## 1920er Jahre
| Jahr | Person                                              | Land                   | Begründung für die Preisvergabe | Bild                   |
| ---- | --------------------------------------------------- | ---------------------- | --- | ---------------------- |
| 1920 | Léon Bourgeois (1851–1925)                          | Frankreich             | Präsident des Rates des Völkerbundes | Léon Victor Bourgeois  |
| 1921 | Hjalmar Branting (1860–1925)                        | Schweden               | Schwedischer Delegierter im Rat des Völkerbundes | Karl Hjalmar Branting  |
| 1921 | Christian Lous Lange (1869–1938)                    | Norwegen               | Generalsekretär der Interparlamentarischen Union | Christian Lous Lange   |
| 1922 | Fridtjof Nansen (1861–1930)                         | Norwegen               | Erfinder des Nansen-Passes für Flüchtlinge | Fridtjof Nansen        |
| 1923 | nicht verliehen                                     | nicht verliehen        | nicht verliehen | nicht verliehen        |
| 1924 | nicht verliehen                                     | nicht verliehen        | nicht verliehen | nicht verliehen        |
| 1925 | Austen Chamberlain (1863–1937) (verliehen 1926)     | Vereinigtes Königreich | Verhandlungspartner des Vertrages von Locarno | Austen Chamberlain     |
| 1925 | Charles Gates Dawes (1865–1951) (verliehen 1926)    | Vereinigte Staaten     | Begründer des Dawes-Plans | Charles Gates Dawes    |
| 1926 | Aristide Briand (1862–1932)                         | Frankreich             | Mitinitiator des Vertrages von Locarno und Dawes-Plan | Aristide Briand        |
| 1926 | Gustav Stresemann (1878–1929)                       | Deutsches Reich        | Verhandlungspartner des Vertrages von Locarno | Gustav Stresemann      |
| 1927 | Ferdinand Buisson (1841–1932)                       | Frankreich             | Gründer und Präsident der Französischen Liga für Menschenrechte | Ferdinand Buisson      |
| 1927 | Ludwig Quidde (1858–1941)                           | Deutsches Reich        | Linksliberaler Historiker und Politiker. Von 1914 bis 1929 Vorsitzender der Deutschen Friedensgesellschaft (DFG); Organisator verschiedener internationaler Friedenskonferenzen | Ludwig Quidde          |
| 1928 | nicht verliehen                                     | nicht verliehen        | nicht verliehen | nicht verliehen        |
| 1929 | Frank Billings Kellogg (1856–1937) (verliehen 1930) | Vereinigte Staaten     | Verhandlungspartner des Briand-Kellogg-Pakts | Frank Billings Kellogg |

## 1930er Jahre
| Jahr | Person                                                    | Land                   | Begründung für die Preisvergabe | Bild                                        |
| ---- | --------------------------------------------------------- | ---------------------- | --- | ------------------------------------------- |
| 1930 | Nathan Söderblom (1866–1931)                              | Schweden               | setzte sich in der Ökumene ein | Nathan Söderblom                            |
| 1931 | Jane Addams (1860–1935)                                   | Vereinigte Staaten     | Präsidentin der Women’s International League for Peace and Freedom                                                                        | Jane Addams                                 |
| 1931 | Nicholas Murray Butler (1862–1947)                        | Vereinigte Staaten     | setzte sich für den Briand-Kellogg-Pakt ein                                                                                               | Nicholas Murray Butler                      |
| 1932 | nicht verliehen                                           | nicht verliehen        | nicht verliehen | nicht verliehen                             |
| 1933 | Norman Angell (1874–1967) (verliehen 1934)                | Vereinigtes Königreich | Mitglied der Exekutivkommission des Völkerbunds und des Nationalen Friedensrats                                                           | Norman Angell                               |
| 1934 | Arthur Henderson (1863–1935)                              | Vereinigtes Königreich | Vorsitzender der Konferenz zur Entwaffnung des Völkerbundes (1932–1934)                                                                   | Arthur Henderson                            |
| 1935 | Carl von Ossietzky (1889–1938) (verliehen 1936)           | Deutsches Reich        | Pazifist und Journalist (die NS-Diktatur (1933–1945) im Deutschen Reich verbietet daraufhin seinen Staatsbürgern die Annahme des Preises) | Carl von Ossietzky                          |
| 1936 | Carlos Saavedra Lamas (1878–1959)                         | Argentinien            | Präsident der Völkerbundversammlung und Vermittler im Konflikt zwischen Paraguay und Bolivien (1935)                                      | Carlos Saavedra Lamas                       |
| 1937 | Robert Cecil, 1. Viscount Cecil of Chelwood (1864–1958)   | Vereinigtes Königreich | Gründer und Präsident der Internationalen Friedenskampagne                                                                                | Robert Cecil, 1. Viscount Cecil of Chelwood |
| 1938 | Office international Nansen pour les réfugiés (1930–1939) | Sitz in Genf, Schweiz  | Internationales Nansen-Amt für Flüchtlinge                                                                                                |                                             |
| 1939 | nicht verliehen                                           | nicht verliehen        | nicht verliehen | nicht verliehen                             |

## 1940er Jahre
| Jahr | Person                                                                    | Land                                                     | Begründung für die Preisvergabe | Bild                                                         |
| ---- | ------------------------------------------------------------------------- | -------------------------------------------------------- | --- | ------------------------------------------------------------ |
| 1940 | nicht verliehen                                                           | nicht verliehen                                          | nicht verliehen | nicht verliehen                                              |
| 1941 | nicht verliehen                                                           | nicht verliehen                                          | nicht verliehen | nicht verliehen                                              |
| 1942 | nicht verliehen                                                           | nicht verliehen                                          | nicht verliehen | nicht verliehen                                              |
| 1943 | nicht verliehen                                                           | nicht verliehen                                          | nicht verliehen | nicht verliehen                                              |
| 1944 | Internationales Komitee vom Roten Kreuz (gegründet 1863) (verliehen 1945) | Schweiz                                                  | setzte sich für Kriegsgefangene und verwundete Soldaten ein sowie für die Insassen der deutschen Konzentrationslager und für die Zivilbevölkerung während des Zweiten Weltkrieges                                                                                         | Logo des Internationalen Komitees vom Roten Kreuz            |
| 1945 | Cordell Hull (1871–1955)                                                  | Vereinigte Staaten 0000000000000000000000000000000000000 | Mitgründer der Vereinten Nationen | Cordell Hull                                                 |
| 1946 | Emily Greene Balch (1867–1961)                                            | Vereinigte Staaten                                       | Präsidentin der „Women’s International League for Peace and Freedom“ | Emily Greene Balch                                           |
| 1946 | John Raleigh Mott (1865–1955)                                             | Vereinigte Staaten                                       | Vorsitzender des „International Missionary Council“ und Präsident der „World Alliance of Young Men’s Christian Associations“ (YMCA), sowie Gründungsgeneralsekretär des Christlichen Weltstudentenbundes (WSCF)                                                           | John Raleigh Mott                                            |
| 1947 | The Friends Service Council                                               | Vereinigtes Königreich                                   | Die beiden Quäkerorganisationen wurden stellvertretend für die Hilfstätigkeit der Quäker ausgezeichnet. | Friends Service Council · American Friends Service Committee |
| 1947 | American Friends Service Committee                                        | Vereinigte Staaten                                       | Die beiden Quäkerorganisationen wurden stellvertretend für die Hilfstätigkeit der Quäker ausgezeichnet. | Friends Service Council · American Friends Service Committee |
| 1948 | nicht verliehen                                                           | nicht verliehen                                          | nicht verliehen | nicht verliehen                                              |
| 1949 | John Boyd Orr (1880–1971)                                                 | Vereinigtes Königreich (geb. in Kilmaurs, Schottland)    | Organisator und Direktor der Organisation für Ernährung und Landwirtschaft (General Food and Agricultural Organization), Präsident des Nationalen Friedensrats (National Peace Council) und der Weltunion der Friedensorganisationen (World Union of Peace Organizations) | John Boyd Orr                                                |

## 1950er Jahre
| Jahr | Person                                                                          | Land                                                 | Begründung für die Preisvergabe                                                               | Bild               |
| ---- | ------------------------------------------------------------------------------- | ---------------------------------------------------- | --------------------------------------------------------------------------------------------- | ------------------ |
| 1950 | Ralph Bunche (1904–1971)                                                        | Vereinigte Staaten                                   | Vermittler im Nahostkonflikt (1948)                                                           | Ralph Bunche       |
| 1951 | Léon Jouhaux (1879–1954)                                                        | Frankreich 0000000000000000000000000000000000000     | Gewerkschafter                                                                                | Léon Jouhaux       |
| 1952 | Albert Schweitzer (1875–1965) (verliehen 1953)                                  | Frankreich (geb. in Kaysersberg, damals Deutschland) | Gründer des Tropenkrankenhauses in Lambaréné, Französisch-Äquatorialafrika (heute Gabun)      | Albert Schweitzer  |
| 1953 | George C. Marshall (1880–1959)                                                  | Vereinigte Staaten                                   | Begründer des Marshallplans                                                                   | George C. Marshall |
| 1954 | United Nations High Commissioner for Refugees (gegründet 1951) (verliehen 1955) | Sitz in Genf, Schweiz                                | Flüchtlingskommissariat der Vereinten Nationen                                                | Logo vom UNHCR     |
| 1955 | nicht verliehen                                                                 | nicht verliehen                                      | nicht verliehen                                                                               | nicht verliehen    |
| 1956 | nicht verliehen                                                                 | nicht verliehen                                      | nicht verliehen                                                                               | nicht verliehen    |
| 1957 | Lester Pearson (1897–1972)                                                      | Kanada                                               | ehemaliger kanadischer Außenminister und Präsident der Vollversammlung der Vereinten Nationen | Lester Pearson     |
| 1958 | Georges Pire (1910–1969)                                                        | Belgien                                              | Leiter der Flüchtlingshilfsorganisation „L’Europe du Coeur au Service du Monde“               | Dominique Pire     |
| 1959 | Philip Noel-Baker (1889–1982)                                                   | Vereinigtes Königreich                               | Einsatz für internationalen Frieden                                                           | Philip Noel-Baker  |

## 1960er Jahre
| Jahr | Person                                                           | Land                                           | Begründung für die Preisvergabe                                                                               | Bild                                              |
| ---- | ---------------------------------------------------------------- | ---------------------------------------------- | --- | ------------------------------------------------- |
| 1960 | Albert John Luthuli (1898–1967) (verliehen 1961)                 | Südafrika (geb. in Bulawayo, heute Simbabwe)   | Präsident der südafrikanischen Befreiungsbewegung African National Congress (ANC)                             | Albert John Luthuli                               |
| 1961 | Dag Hammarskjöld (1905–1961) (postum)                            | Schweden 0000000000000000000000000000000000000 | Generalsekretär der Vereinten Nationen                                                                        | Dag Hammarskjöld                                  |
| 1962 | Linus Pauling (1901–1994) (verliehen 1963)                       | Vereinigte Staaten                             | setzte sich für die Beendigung von Atomwaffentests ein                                                        | Linus Carl Pauling                                |
| 1963 | Internationales Komitee vom Roten Kreuz (gegründet 1863)         | Sitz in Genf, Schweiz                          | engagierte sich im Krieg für Verwundete und Kriegsgefangene sowie für die Verbreitung der Genfer Konventionen | Logo des Internationalen Komitees vom Roten Kreuz |
| 1963 | Liga der Rotkreuz-Gesellschaften (gegründet 1919)                | Sitz in Genf, Schweiz                          | Flüchtlingshilfe in Friedenszeiten und für die Opfer von Naturkatastrophen                                    | Logo der Liga der Rotkreuz-Gesellschaften         |
| 1964 | Martin Luther King (1929–1968)                                   | Vereinigte Staaten                             | Verfechter der Rechte Schwarzer in den USA und weltweit                                                       | Martin Luther King, jr.                           |
| 1965 | Kinderhilfswerk der Vereinten Nationen (UNICEF) (gegründet 1946) | Sitz in New York, Vereinigte Staaten           | Kinderhilfswerk der Vereinten Nationen                                                                        | UNICEF                                            |
| 1966 | nicht verliehen                                                  | nicht verliehen                                | nicht verliehen                                                                                               | nicht verliehen                                   |
| 1967 | nicht verliehen                                                  | nicht verliehen                                | nicht verliehen                                                                                               | nicht verliehen                                   |
| 1968 | René Cassin (1887–1976)                                          | Frankreich                                     | Präsident des Europäischen Gerichtshofes für Menschenrechte                                                   | René Cassin                                       |
| 1969 | Internationale Arbeitsorganisation (IAO, gegründet 1919)         | Sitz in Genf, Schweiz                          | Erfolgreiche Arbeit für bessere Arbeitsbedingungen seit 1919                                                  | Logo der Internationalen Arbeitsorganisation      |

## 1970er Jahre
| Jahr | Person                                      | Land                                                                    | Begründung für die Preisvergabe                                                                                                | Bild                           |
| ---- | ------------------------------------------- | ----------------------------------------------------------------------- | --- | ------------------------------ |
| 1970 | Norman Borlaug (1914–2009)                  | Vereinigte Staaten                                                      | Arbeit zur Verbesserung der Landwirtschaft                                                                                     | Norman E. Borlaug              |
| 1971 | Willy Brandt (1913–1992)                    | BR Deutschland 0000000000000000000000000000000000000                    | setzte sich für Frieden mit dem Ostblock und Versöhnung mit ehemals vom Dritten Reich besetzten Ländern ein                    | Willy Brandt                   |
| 1972 | nicht verliehen                             | nicht verliehen                                                         | nicht verliehen | nicht verliehen                |
| 1973 | Henry Kissinger (1923–2023)                 | Vereinigte Staaten (geb. in Fürth, Deutschland)                         | handelten den Vertrag von Paris aus, der den Ausstieg der USA aus dem Vietnamkrieg regelte Lê Đức Thọ nahm den Preis nicht an. | Henry Kissinger                |
| 1973 | Lê Đức Thọ (1911–1990)                      | Vietnam                                                                 | handelten den Vertrag von Paris aus, der den Ausstieg der USA aus dem Vietnamkrieg regelte Lê Đức Thọ nahm den Preis nicht an. | Lê Đức Thọ                     |
| 1974 | Seán MacBride (1904–1988)                   | Irland (geb. in Paris, Frankreich)                                      | Präsident des Internationalen Friedensbüros (International Peace Bureau, Genf), Präsident der UN-Kommission für Namibia        | Seán MacBride                  |
| 1974 | Eisaku Satō (1901–1975)                     | Japan                                                                   | ehemaliger japanischer Ministerpräsident, für den Einsatz gegen die Weiterverbreitung von Atomwaffen                           | Satō Eisaku                    |
| 1975 | Andrei Dmitrijewitsch Sacharow (1921–1989)  | Sowjetunion                                                             | Menschenrechtler in der UdSSR                                                                                                  | Andrei Dmitrijewitsch Sacharow |
| 1976 | Betty Williams (1943–2020) (verliehen 1977) | Vereinigtes Königreich Nordirland                                       | Gründerinnen des „Northern Ireland Peace Movement“ (umbenannt in „Community of Peace People“)                                  | Betty Williams                 |
| 1976 | Mairead Corrigan (* 1944)                   | Vereinigtes Königreich Nordirland                                       | Gründerinnen des „Northern Ireland Peace Movement“ (umbenannt in „Community of Peace People“)                                  | Mairead Corrigan               |
| 1977 | Amnesty International (gegründet 1961)      | Vereinigtes Königreich                                                  | setzte sich für politische Häftlinge ein                                                                                       | Logo von Amnesty International |
| 1978 | Anwar as-Sadat (1918–1981)                  | Ägypten                                                                 | brachten den Friedensvertrag zwischen Ägypten und Israel auf den Weg                                                           | Anwar as-Sadat                 |
| 1978 | Menachem Begin (1913–1992)                  | Israel (geb. in Brest, damals Russland, heute Belarus)                  | brachten den Friedensvertrag zwischen Ägypten und Israel auf den Weg                                                           | Menachem Begin                 |
| 1979 | Mutter Teresa (1910–1997)                   | Indien (geb. in Üsküb, Osmanisches Reich, heute Skopje, Nordmazedonien) | Gründerin des Ordens Missionarinnen der Nächstenliebe                                                                          | Mutter Teresa                  |

## 1980er Jahre
| Jahr | Person                                                                              | Land                                          | Begründung für die Preisvergabe | Bild                                   |
| ---- | ----------------------------------------------------------------------------------- | --------------------------------------------- | --- | -------------------------------------- |
| 1980 | Adolfo Pérez Esquivel (* 1931)                                                      | Argentinien                                   | Menschenrechtler | Adolfo Maria Pérez Esquivel            |
| 1981 | United Nations High Commissioner for Refugees (gegründet 1951)                      | Sitz in Genf, Schweiz                         | Flüchtlingskommissariat der Vereinten Nationen | Logo des UNHCR                         |
| 1982 | Alva Myrdal (1902–1986)                                                             | Schweden                                      | Diplomatin und Delegierte der UN-Abrüstungskonferenzen | Alva Myrdal                            |
| 1982 | Alfonso García Robles (1911–1991)                                                   | Mexiko                                        | Ständiger Vertreter bei den Genfer Abrüstungsverhandlungen, Mitglied der UNO-Sonderkonferenz über Abrüstung                                                 | Alfonso Garcia Robles                  |
| 1983 | Lech Wałęsa (* 1943)                                                                | Polen 0000000000000000000000000000000000000   | Gründer der polnischen Gewerkschaft und Menschenrechtsbewegung Solidarność („Solidarität“)                                                                  | Lech Wałęsa                            |
| 1984 | Desmond Tutu (1931–2021)                                                            | Südafrika                                     | trug zur Beendigung der Apartheid in Südafrika bei | Desmond Tutu                           |
| 1985 | International Physicians for the Prevention of Nuclear War (IPPNW) (gegründet 1980) | Sitz in Somerville, Vereinigte Staaten        | Internationale Ärzte für die Verhütung des Atomkrieges | Logo von IPPNW                         |
| 1986 | Elie Wiesel (1928–2016)                                                             | Vereinigte Staaten (geb. in Sighet, Rumänien) | US-amerikanischer Schriftsteller, Holocaust-Überlebender, kämpfte gegen Unterdrückung, Gewalt und Rassismus                                                 | Elie Wiesel                            |
| 1987 | Óscar Arias Sánchez (* 1940)                                                        | Costa Rica                                    | „für seine Arbeit für den Frieden in Zentralamerika, Bemühungen, die zu dem Abkommen führten, das am 7. August des Jahres in Guatemala unterzeichnet wurde“ | Óscar Arias Sánchez                    |
| 1988 | Friedenstruppen der Vereinten Nationen (gegründet 1948)                             | Sitz in New York, Vereinigte Staaten          | Friedenseinsätze im Auftrag der Vereinten Nationen in Krisengebieten (weltweit)                                                                             | Friedenstruppen der Vereinten Nationen |
| 1989 | Tenzin Gyatso (14. Dalai Lama) (* 1935)                                             | Tibet                                         | setzt sich für ein demilitarisiertes Tibet und die Selbstbestimmung der Tibeter ein                                                                         | 14. Dalai Lama Tendzin Gyatsho         |

## 1990er Jahre
| Jahr | Person                                                                | Land                                          | Begründung für die Preisvergabe                                                                                              | Bild                                                |
| ---- | --------------------------------------------------------------------- | --------------------------------------------- | --- | --------------------------------------------------- |
| 1990 | Michail Gorbatschow (1931–2022)                                       | Sowjetunion                                   | „für seine führende Rolle in dem Friedensprozess, der heute wichtige Teile der internationalen Gemeinschaft charakterisiert“ | Michail Sergejewitsch Gorbatschow                   |
| 1991 | Aung San Suu Kyi (* 1945)                                             | Myanmar 0000000000000000000000000000000000000 | „für ihren Einsatz für die Menschenrechte“                                                                                   | Aung San Suu Kyi                                    |
| 1992 | Rigoberta Menchú (* 1959)                                             | Guatemala                                     | „für ihren Einsatz für die Menschenrechte insbesondere von Ureinwohnern“                                                     | Rigoberta Menchú Tum                                |
| 1993 | Nelson Mandela (1918–2013)                                            | Südafrika                                     | „für ihren Beitrag zur Beendigung der Apartheid in Südafrika“                                                                | Nelson Mandela                                      |
| 1993 | Frederik Willem de Klerk (1936–2021)                                  | Südafrika                                     | „für ihren Beitrag zur Beendigung der Apartheid in Südafrika“                                                                | Frederik Willem de Klerk (links) und Nelson Mandela |
| 1994 | Jassir Arafat (1929–2004)                                             | Palästina (geb. in Kairo, Ägypten)            | „für ihre Anstrengungen zur Lösung des Nahostkonflikts“                                                                      | Jassir Arafat                                       |
| 1994 | Schimon Peres (1923–2016)                                             | Israel (geb. in Wiszniewo, Polen)             | „für ihre Anstrengungen zur Lösung des Nahostkonflikts“                                                                      | Schimon Peres                                       |
| 1994 | Jitzchak Rabin (1922–1995)                                            | Israel                                        | „für ihre Anstrengungen zur Lösung des Nahostkonflikts“                                                                      | Jitzhak Rabin                                       |
| 1995 | Józef Rotblat (1908–2005)                                             | Polen (geb. in Warschau, Polen)               | „für ihre Anstrengungen, die Rolle von Atomwaffen in der internationalen Politik zu verringern“                              | Józef Rotblat                                       |
| 1995 | Pugwash Conferences on Science and World Affairs (seit 1957)          | Kanada                                        | „für ihre Anstrengungen, die Rolle von Atomwaffen in der internationalen Politik zu verringern“                              | Pugwash Conferences on Science and World Affairs    |
| 1996 | Carlos Filipe Ximenes Belo (* 1948)                                   | Osttimor                                      | „für ihre Anstrengungen, eine friedliche Lösung im Osttimor-Konflikt zu finden“                                              | Carlos Filipe Ximenes Belo                          |
| 1996 | José Ramos-Horta (* 1949)                                             | Osttimor                                      | „für ihre Anstrengungen, eine friedliche Lösung im Osttimor-Konflikt zu finden“                                              | José Ramos-Horta                                    |
| 1997 | Internationale Kampagne für das Verbot von Landminen (gegründet 1995) | Sitz in Genf, Schweiz                         | „für ihre Anstrengungen, gegen Personen gerichtete Minen international zu ächten“                                            | International Campaign to Ban Landmines             |
| 1997 | Jody Williams (* 1950)                                                | Vereinigte Staaten                            | „für ihre Anstrengungen, gegen Personen gerichtete Minen international zu ächten“                                            | Jody Williams                                       |
| 1998 | John Hume (1937–2020)                                                 | Vereinigtes Königreich Nordirland             | „für ihre Anstrengungen, eine friedliche Lösung im Nordirlandkonflikt zu finden“                                             | John Hume                                           |
| 1998 | David Trimble (1944–2022)                                             | Vereinigtes Königreich Nordirland             | „für ihre Anstrengungen, eine friedliche Lösung im Nordirlandkonflikt zu finden“                                             | David Trimble                                       |
| 1999 | Ärzte ohne Grenzen (Médecins sans Frontières) (gegründet 1971)        | Sitz in Genf, Schweiz                         | „in Anerkennung ihrer humanitären Pionierarbeit auf mehreren Kontinenten“                                                    | Médecins sans Frontières                            |

## 2000er Jahre
| Jahr | Person                                                            | Land                                       | Begründung für die Preisvergabe | Bild                                      |
| ---- | ----------------------------------------------------------------- | ------------------------------------------ | --- | ----------------------------------------- |
| 2000 | Kim Dae-jung (1924–2009)                                          | Südkorea                                   | „für seine Beiträge zur Verständigung Südkoreas mit Nordkorea“ | Kim Dae-jung                              |
| 2001 | Vereinte Nationen (gegründet 1945)                                | Sitz in New York, Vereinigte Staaten       | „für ihren Einsatz für eine besser organisierte und friedlichere Welt“ | Logo der UNO                              |
| 2001 | Kofi Annan (1938–2018)                                            | Ghana                                      | „für ihren Einsatz für eine besser organisierte und friedlichere Welt“ | Kofi Annan                                |
| 2002 | Jimmy Carter (1924–2024)                                          | Vereinigte Staaten                         | „für seine jahrelangen Beiträge zur Lösung internationaler Konflikte sowie zur Förderung von Demokratie und Menschenrechten“                                                                                              | Jimmy Carter                              |
| 2003 | Shirin Ebadi (* 1947)                                             | Iran 0000000000000000000000000000000000000 | „für ihren Einsatz für Demokratie und die Menschenrechte“ | Schirin Ebadi                             |
| 2004 | Wangari Maathai (1940–2011)                                       | Kenia                                      | „für ihren Beitrag zu nachhaltiger Entwicklung, Demokratie und Frieden“ | Wangari Muta Maathai                      |
| 2005 | Internationale Atomenergie-Organisation (IAEO) (gegründet 1957)   | Sitz in Wien, Österreich                   | „für ihren Einsatz gegen den militärischen Missbrauch von Atomenergie sowie für die sichere Nutzung der Atomenergie für zivile Zwecke“                                                                                    | IAEA                                      |
| 2005 | Mohammed el-Baradei (* 1942)                                      | Ägypten                                    | „für ihren Einsatz gegen den militärischen Missbrauch von Atomenergie sowie für die sichere Nutzung der Atomenergie für zivile Zwecke“                                                                                    | Mohammed el-Baradei                       |
| 2006 | Muhammad Yunus (* 1940)                                           | Bangladesch                                | „für die Förderung wirtschaftlicher und sozialer Entwicklung von unten“ | Muhammad Yunus                            |
| 2006 | Grameen Bank (gegründet 1983)                                     | Bangladesch                                | „für die Förderung wirtschaftlicher und sozialer Entwicklung von unten“ | Grameen Bank                              |
| 2007 | Intergovernmental Panel on Climate Change (IPCC) (gegründet 1988) | Sitz in Genf, Schweiz                      | „für ihre Bemühungen, ein besseres Verständnis für die von Menschen verursachten Klimaveränderungen zu entwickeln und zu verbreiten, und dafür, dass sie die Grundlagen für Maßnahmen gegen den Klimawandel gelegt haben“ | Intergovernmental Panel on Climate Change |
| 2007 | Al Gore (* 1948)                                                  | Vereinigte Staaten                         | „für ihre Bemühungen, ein besseres Verständnis für die von Menschen verursachten Klimaveränderungen zu entwickeln und zu verbreiten, und dafür, dass sie die Grundlagen für Maßnahmen gegen den Klimawandel gelegt haben“ | Al Gore (2007)                            |
| 2008 | Martti Ahtisaari (1937–2023)                                      | Finnland                                   | „für seine wichtigen Bemühungen, auf verschiedenen Kontinenten und über drei Jahrzehnte internationale Konflikte zu lösen“                                                                                                | Martti Ahtisaari                          |
| 2009 | Barack Obama (* 1961)                                             | Vereinigte Staaten                         | „für seine außergewöhnlichen Bemühungen, die internationale Diplomatie und die Zusammenarbeit zwischen den Völkern zu stärken“                                                                                            | Barack Obama                              |

## 2010er Jahre
| Jahr | Person | Land                                          | Begründung für die Preisvergabe | Bild                                                  |
| ---- | --- | --------------------------------------------- | --- | ----------------------------------------------------- |
| 2010 | Liu Xiaobo (1955–2017) | Volksrepublik China                           | „für seinen langen und gewaltfreien Kampf für die grundlegenden Menschenrechte in China“ | Liu Xiaobo                                            |
| 2011 | Ellen Johnson Sirleaf (* 1938) | Liberia 0000000000000000000000000000000000000 | „für ihren gewaltfreien Kampf für die Sicherheit von Frauen und für das Recht der Frauen, sich in vollem Umfang an friedensschaffender Arbeit zu beteiligen“                                             | Ellen Johnson-Sirleaf                                 |
| 2011 | Leymah Gbowee (* 1972) | Liberia                                       | „für ihren gewaltfreien Kampf für die Sicherheit von Frauen und für das Recht der Frauen, sich in vollem Umfang an friedensschaffender Arbeit zu beteiligen“                                             | Leymah Gbowee                                         |
| 2011 | Tawakkol Karman (* 1979) | Jemen                                         | „für ihren gewaltfreien Kampf für die Sicherheit von Frauen und für das Recht der Frauen, sich in vollem Umfang an friedensschaffender Arbeit zu beteiligen“                                             | Tawakkol Karman                                       |
| 2012 | Europäische Union (gegründet 1952 bzw. 1993)                                                                                       | Sitz in Brüssel, Belgien                      | „für über sechs Jahrzehnte, die zur Entwicklung von Frieden und Versöhnung, Demokratie und Menschenrechten in Europa beitrugen“                                                                          | Flagge der Europäischen Union                         |
| 2013 | Organisation für das Verbot chemischer Waffen (OPCW) (gegründet 1997)                                                              | Sitz in Den Haag, Niederlande                 | „für ihre umfänglichen Bemühungen zur Beseitigung chemischer Waffen“ | Logo der OPCW                                         |
| 2014 | Kailash Satyarthi (* 1954) | Indien                                        | „für ihren Kampf gegen die Unterdrückung von Kindern und Jugendlichen und für das Recht aller Kinder auf Bildung“                                                                                        | Kailash Satyarthi                                     |
| 2014 | Malala Yousafzai (* 1997) | Pakistan                                      | „für ihren Kampf gegen die Unterdrückung von Kindern und Jugendlichen und für das Recht aller Kinder auf Bildung“                                                                                        | Malala Yousafzai                                      |
| 2015 | Quartet du dialogue national (gegründet 2013)                                                                                      | Tunesien                                      | „für seinen entscheidenden Beitrag zum Aufbau einer pluralistischen Demokratie in Tunesien infolge der Jasminrevolution des Jahres 2011“                                                                 | Das Quartett der tunesischen Friedensnobelpreisträger |
| 2016 | Juan Manuel Santos (* 1951) | Kolumbien                                     | „für seine entschlossenen Anstrengungen, den mehr als 50 Jahre andauernden Bürgerkrieg in dem Land zu beenden“                                                                                           | Juan Manuel Santos                                    |
| 2017 | Internationale Kampagne zur Abschaffung von Atomwaffen (ICAN – International Campaign to Abolish Nuclear Weapons) (gegründet 2007) | Sitz in Genf, Schweiz                         | „für ihre Arbeit, Aufmerksamkeit auf die katastrophalen humanitären Konsequenzen von Atomwaffen zu lenken, und für ihre bahnbrechenden Bemühungen, ein vertragliches Verbot solcher Waffen zu erreichen“ | Logo der ICAN                                         |
| 2018 | Denis Mukwege (* 1955) | Demokratische Republik Kongo                  | „für ihren Einsatz gegen sexuelle Gewalt als Waffe in Kriegen und bewaffneten Konflikten“ | Denis Mukwege                                         |
| 2018 | Nadia Murad (* 1993) | Irak                                          | „für ihren Einsatz gegen sexuelle Gewalt als Waffe in Kriegen und bewaffneten Konflikten“ | Nadia Murad                                           |
| 2019 | Abiy Ahmed (* 1976) | Äthiopien                                     | „für seine Bemühungen um Frieden und internationale Zusammenarbeit und insbesondere für seine entschlossene Initiative zur Lösung des Grenzkonflikts mit dem benachbarten Eritrea“                       | Abiy Ahmed                                            |

## 2020er Jahre
| Jahr | Person                                                               | Land                     | Begründung für die Preisvergabe | Bild                                |
| ---- | -------------------------------------------------------------------- | ------------------------ | --- | ----------------------------------- |
| 2020 | Welternährungsprogramm der Vereinten Nationen (WFP) (gegründet 1961) | Sitz in Rom, Italien     | „für die Bemühungen zur Bekämpfung des Hungers, für den Beitrag zur Verbesserung der Bedingungen für den Frieden in von Konflikten betroffenen Gebieten und als treibende Kraft bei den Bemühungen, den Einsatz von Hunger als Waffe für Krieg und Konflikte zu verhindern“ | Logo der ICAN                       |
| 2021 | Maria Ressa (* 1963)                                                 | Philippinen              | „für ihre Bemühungen um die Wahrung der Meinungsfreiheit, die eine Voraussetzung für Demokratie und dauerhaften Frieden ist“ | Maria Ressa                         |
| 2021 | Dmitri Muratow (* 1961)                                              | Russland                 | „für ihre Bemühungen um die Wahrung der Meinungsfreiheit, die eine Voraussetzung für Demokratie und dauerhaften Frieden ist“ | Dmitri Muratow                      |
| 2022 | Ales Bjaljazki (* 1962)                                              | Belarus                  | „für die Förderung des Rechts zur Machtkritik und den Schutz der Grundrechte der Bürger sowie für die herausragenden Bemühungen, Kriegsverbrechen, Menschenrechtsverletzungen und Machtmissbrauch zu dokumentieren“.                                                        | Ales Bjaljazki                      |
| 2022 | Memorial (gegründet 1989)                                            | Sitz in Moskau, Russland | „für die Förderung des Rechts zur Machtkritik und den Schutz der Grundrechte der Bürger sowie für die herausragenden Bemühungen, Kriegsverbrechen, Menschenrechtsverletzungen und Machtmissbrauch zu dokumentieren“.                                                        |                                     |
| 2022 | Center for Civil Liberties (gegründet 2007)                          | Ukraine                  | „für die Förderung des Rechts zur Machtkritik und den Schutz der Grundrechte der Bürger sowie für die herausragenden Bemühungen, Kriegsverbrechen, Menschenrechtsverletzungen und Machtmissbrauch zu dokumentieren“.                                                        | Logo des Center for Civil Liberties |
| 2023 | Narges Mohammadi (* 1972)                                            | Iran                     | „für ihren Kampf gegen die Unterdrückung der Frauen im Iran und ihren Kampf für die Unterstützung der Menschenrechte und der Freiheit für alle“ | Narges Mohammadi                    |
| 2024 | Nihon Hidankyō (gegründet 1965)                                      | Japan                    | „für die Bemühungen, eine Welt ohne Atomwaffen zu schaffen, und für den durch Zeitzeugenberichte belegten Nachweis, dass Atomwaffen nie wieder eingesetzt werden dürfen“ |                                     |

| 1900 • 1910 • 1920 • 1930 • 1940 • 1950 • 1960 • 1970 • 1980 • 1990 • 2000 • 2010 • 2020 |

## Verteilung nach Nationalitäten
| Nation                                     | Anzahl der Verleihungen |
| ------------------------------------------ | ----------------------- |
| (Internationale) Organisationen            | 25                      |
| Vereinigte Staaten                         | 21                      |
| Vereinigtes Königreich darunter Nordirland | 12 04                   |
| Frankreich                                 | 09                      |
| Schweden                                   | 05                      |
| Deutschland                                | 04                      |
| Südafrika                                  | 04                      |
| Belgien                                    | 03                      |
| Israel                                     | 03                      |
| Schweiz                                    | 03                      |
| Ägypten                                    | 02                      |
| Argentinien                                | 02                      |
| Belarus                                    | 02                      |
| Bangladesch                                | 02                      |
| Indien                                     | 02                      |
| Iran                                       | 02                      |
| Japan                                      | 02                      |
| Liberia                                    | 02                      |
| Norwegen                                   | 02                      |
| Polen                                      | 02                      |
| Russland                                   | 02                      |
| Österreich-Ungarn                          | 02                      |
| Osttimor                                   | 02                      |
| Sowjetunion                                | 02                      |
| Äthiopien                                  | 01                      |
| Volksrepublik China                        | 01                      |
| Costa Rica                                 | 01                      |
| Dänemark                                   | 01                      |
| Finnland                                   | 01                      |
| Ghana                                      | 01                      |
| Guatemala                                  | 01                      |
| Irak                                       | 01                      |
| Irland                                     | 01                      |
| Italien                                    | 01                      |
| Jemen                                      | 01                      |
| Kanada                                     | 01                      |
| Kenia                                      | 01                      |
| Kolumbien                                  | 01                      |
| Demokratische Republik Kongo               | 01                      |
| Mexiko                                     | 01                      |
| Myanmar                                    | 01                      |
| Niederlande                                | 01                      |
| Pakistan                                   | 01                      |
| Palästina                                  | 01                      |
| Philippinen                                | 01                      |
| Südkorea                                   | 01                      |
| Tibet                                      | 01                      |
| Tunesien                                   | 01                      |
| Ukraine                                    | 01                      |
| Vietnam                                    | 01                      |